# Ivan Bulatović
Ivan Bulatović (Cerovica, Rovca, 1873. – Cetinje, 7. lipnja 1943.), crnogorski vojvoda, general, komita, borac Za Pravo, Čast i Slobodu Crne Gore i vođa ustanka plemena Rovca protiv srpskog prisjednjenja Kraljevine Crne Gore.
Završio je crnogorsku časničku školu a 1902. je dobio čin potporučnika. Istakao se u Prvom balkanskom ratu te je dobio crnogorsku Obilića medalju. Tijekom Drugog balkanskog rata na Bregalnici (Makedonija) u obrani časničke časti je ubio zapovjednika Moračkog bataljuna Miletu Bećkovića, te je osuđen na 14 godina robije. Godine 1914. je rehabilitiran i postavljen za zapovjednika Rovačkoga bataljuna Crnogorske vojske. 
Godine 1919. glavni organizator Božićne pobune u Rovcima protiv srpskog anektiranja crnogorske države. Ukazom generala Milutina Vučinića postavljen u drugoj polovici 1920. za člana Glavnog stožera Crnogorske vojske u Italiji. Iste ga je godine kralj Nikola I. Petrović imenovao titulom crnogorskog vojvode.
U rujnu 1924. u Skadru (Albanija), skupa s grupom crnogorskog majora Pera Vukovića, dogovarao je s predstavnicima makedonsko-bugarskog VMRO zajedničke vojne akcije. U drugoj polovici 1920-ih otišao je u SSSR i tamo postao general Crvene armije. Sudionik je Španjolskog građanskog rata 1936. – 1938. godine, kamo se našao na listi osoba za likvidiranje sovjetske tajne službe. Godine 1940. je u Francuskoj a 1941. ponovno u Crnoj Gori.
Godine 1942. formira bataljun u vojsci svoga saborca generala Krsta Popovića. Bio zamjenik generala Popovića u njegovoj Crnogorskoj narodnoj vojsci (Lovćenska brigada). 
Četnici su pripremali ubojstvo generala Bulatovića. 
Umro je prirodnom smrću lipnja 1943. na Cetinju.

## Vanjske poveznice
Crnogorska enciklopedija[neaktivna poveznica]